# Tamoi (Brunei)
Tamoi (malaiisch Mukim Tamoi) ist ein Mukim (Subdistrikt) des Daerah Brunei-Muara in Brunei. Er hat 1.389 Einwohner (Stand: Zensus 2016). Der Mukim untersteht einem Penghulu. Der Amtsinhaber ist Pengarah Haji Mokti bin Matsaleh.

## Geographie
Der Mukim ist eine der sechs Siedlungen des Kampong Ayer (Wasserdorf). Zusammen mit Saba und Peramu ist es flächenmäßig einer der kleinsten Mukim. Gleichzeitig gehört der Mukim zum Hauptstadtbezirk Bandar Seri Begawan. Die Siedlung befindet sich komplett auf dem Wasser des Brunei-Flusses. Sie erstreckt sich zwischen der Mündung des Sungai Parit und dem Sungai Kedayan entlang des Ufers. Als Mukim grenzt es an Kianggeh im Norden, Westen und Süden, an Mukim Sungai Kedayan im Osten und Mukim Burong Pingai Ayer im Süden. 

## Verwaltungsgliederung
Der Mukim wird unterteilt in Dörfer (Kampong):
- Kampong Ujong Bukit
- Kampong Limbongan
- Kampong Pengiran Bendahara Lama
- Kampong Pengiran Kerma Indera Lama
- Kampong Pengiran Tajudin Hitam
- Kampong Tamoi Tengah
- Kampong Tamoi Ujong